# 圣灵女子短期大学
圣灵女子短期大学（日语：／ Seirei Joshi Tanki Daigaku *），简称圣灵短大，是一所位于日本秋田县秋田市的私立短期大学。

## 概要

### 简介
- 学校最早可以追溯到1908年[2][3]。短期大学为于1954年开办[3]、由学校法人圣灵学园经营[4]、来源于荷兰人圣灵奉侍布教修道女会、由于教育的基础是天主教。

### 历史
- 1954年 圣灵女子短期大学成立并同时设置两个学科、以下列举[3]。
  - 家庭科
  - 英语科
- 1968年 音乐科成立（但招生到于2007年、停办于2009年）。家庭科改名为家政科[3]。
- 1990年 家政科改名为生活文化科[3]。
- 1996年 三个专攻成立于专科、以下列举[5]。 
  - 生活文化专攻（停办于2005年）[5]
  - 英语专攻（停办于2002年）[5]
  - 音乐专攻（停办于2008年）[5]
- 1998年 生活文化学科分离为两个专攻、以下列举[3]。
  - 生活文化专攻
  - 食物营养专攻
- 2000年 健康营养专攻成立于专科[3]。英语科改名为文化沟通科（以后招生到于2009年、停办于2011年）。
- 2008年 生活儿童专攻[注 1]成立于生活文化科[3]。

### 宪章
- 请参看圣灵女子短期大学的标志（页面存档备份，存于） （日語） 2014年5月22日阅览。

## 学校环境
- 校区：在秋田县秋田市

## 历任校长
- 长谷川小松：第一代短期大学校长[6]。
- 平垣 ヨシ子：现在短期大学校长[7]

## 组织

### 学科
- 生活文化科
  - 生活文化专攻
  - 食物营养专攻
  - 生活儿童专攻[注 1]

### 前学科
- 文化沟通科[注 2]
- 音乐科[注 3]

### 专科
- 健康营养专攻

### 前专科
- 生活文化专攻[注 4]
- 英语专攻[注 5]
- 音乐专攻[注 6]

### 业余课程
- 没有

### 附属学校
- 幼儿园[8]
- 中学校[9]
- 高等学校[10]

### 附属机关
- 图书馆[11]

## 相关链接
- 日本短期大学列表
- 南山大学
- 南山大学短期大学部
- 名古屋圣灵短期大学：已停办